# Parque nacional de Whanganui
El Parque nacional de Whanganui es un área protegida con el estatus de parque nacional situado en la Isla Norte de Nueva Zelanda. Creado en el año 1986,  abarca una superficie de 742 kilómetros cuadrados que bordea el río Whanganui. Incorpora  áreas de las llamadas tierras de la Corona, un antiguo bosque estatal  y una diversidad de antiguas reservas. El río no es parte del parque. 